# Magnum Crimen
Magnum Crimen es un libro sobre la historia del clericalismo en Croacia desde finales del siglo XIX hasta el final de la Segunda Guerra Mundial, y su implicación en graves acontecimientos, sobre todo durante el conflicto bélico.
El libro, cuyo título completo es Magnum crimen. Pola vijeka klerikalizma u Hrvatskoj (El Gran Delito - medio siglo de clericalismo en Croacia), fue escrito por un exsacerdote católico, profesor e historiador de la Universidad de Belgrado, Viktor Novak (1889 - 1977). 
 
Fue publicado por primera vez en Zagreb en 1948.

## Contexto
Novak escribió una trilogía, cuya última parte es Magnum crimen (las dos primeras partes fueron Magnum tempus, y Magnum sacerdos. 

Tras estudiar la Iglesia católica en Yugoslavia durante más de cincuenta años, Novak llegó a la conclusión de que esta Iglesia había sustituido la idea del servicio a Dios por el servicio a la Curia Romana, es decir, al gobierno del papa en el papel de líder mundial. Como resultado de esta idea en el Reino de Yugoslavia, según Novak, la Iglesia católica identificó la religión católica con el nacionalismo croata, lo que convirtió la mayor parte de su sacerdocio en partidarios de la Ustacha.

## Contenido
El libro describe las actividades del clero católico en el Reino de Yugoslavia, incluyendo su intención de controlar el estado y, en definitiva, la vida cotidiana de la gente común. Tiene dos partes diferenciadas: la primera parte consta de quince capítulos, que abarcan el clericalismo católico de finales del siglo XIX y principios del siglo XX en Austria-Hungría y, a continuación, en el Reino de Yugoslavia. La segunda parte, los cuatro últimos capítulos, se refiere al ascenso y caída del Estado Independiente de Croacia, y el apoyo activo de los miembros del clero católico.
Según Magnum Crimen, la principal doctrina de la Iglesia católica en el Reino de Yugoslavia era:
- el clero será pagado por el Estado, como funcionarios del mismo.
- el estado no podrá tener ningún control sobre la Iglesia.
- la Iglesia tiene derecho a participar plenamente en la vida política del Reino de Yugoslavia.
- la doctrina de la Iglesia (educación religiosa) formará parte de la enseñanza primaria y secundaria.
- la inclusión de la Iglesia católica en los planes de estudio de las escuelas será obligatoria para todos los alumnos cuyos padres, o al menos uno de ellos, sea católico.[6]

Las ideas de Josip Juraj Strossmayer, la más importante de las cuales era que servir a Dios equivalía a servir al pueblo, crearon una estrecha relación entre croatas y serbios por la introducción de la lengua eslava antigua como lenguaje litúrgico de la Iglesia católica en los Balcanes, 
y fueron reprimidos por el agresivo clero católico en Croacia y Eslovenia.
Para Novak, el nacionalismo fascista de Ante Pavelić identificó el catolicismo con la nación croata, por lo que fue apoyado activamente por el clero.
La segunda parte del libro se centra en el establecimiento del Estado Independiente de Croacia, el apoyo activo de este estado por el clero católico, y su participación y apoyo en el exterminio y/o conversión forzosa de los serbios y el exterminio de los judíos y la población romaní.
El arzobispo Aloysius Stepinac es retratado en este libro como un ferviente católico y cruzado que públicamente apoyó la creación del Estado Independiente de Croacia, 
considerando a la Ustasha como patriotas, 
y defendiéndola ante el Papa. Stepinac es considerado responsable de la presunta actitud racista y el comportamiento de su clero.

## Repercusión
Las primeras encuestas internacionales del libro son las escritas por el ruso S. Troicky (1949) y el sueco Oscar Neumann (1950). Neumann destacó tres cosas particulares de este libro: el papel de Novak en la difusión y defensa de la idea del yugoslavismo, la abundancia de documentos utilizados para apoyar el contenido del libro y el desequilibrio en el tono, afirmando que "algunos pasajes han sido escritos por un erudito En un vestido académico digno, en otras partes del libro el autor asume el papel de fiscal público ". La edición abreviada de este libro publicado en 1960 en Sarajevo fue revisada en la revista yugoslava de la historia, Istorijski glasnik, ese mismo año por el historiador yugoslavo Branko Petranović, y la misma revisión se hizo eco en los Resúmenes históricos.
El historiador William Bundy hizo un breve estudio del libro, cuyo texto completo es: "Un historiador yugoslavo acusa al clericalismo de Croacia en el último medio siglo. La segunda mitad del libro, que abarca el período del estado fascista de Ante Pavelić, sobre la base de una gran cantidad de material de diversas fuentes, presta particular atención a la función del Arzobispo Stepinac".
Sin embargo, el también historiador John R. Lampe escribe que "todavía no se ha escrito un estudio exhaustivo y desapasionado de las conversiones y el papel de los croatas en el clero católico del NDH.". 
El escritor John Neubauer considera que Magnum Crimen fue encargado para ayudar a Tito en los juicios de la posguerra.
El periodista británico Robin Harris considera la teoría "clero-fascista" croata de Novak una exageración de las atrocidades cometidas en Croacia por razones políticas, basada en una teoría de cincuenta años de "clero-fascismo" El periodista croata Ivan Lovrenović llama al libro "infame propaganda-documental en el que no hay distinción entre la realidad y la ficción". Por su parte, el ex-presidente de Croacia Franjo Tuđman, consideró que el libro fue escrito para justificar el proceso y encarcelación de Stepinac tras la guerra.
El libro tiene seis ediciones y una versión abreviada.